# Proci

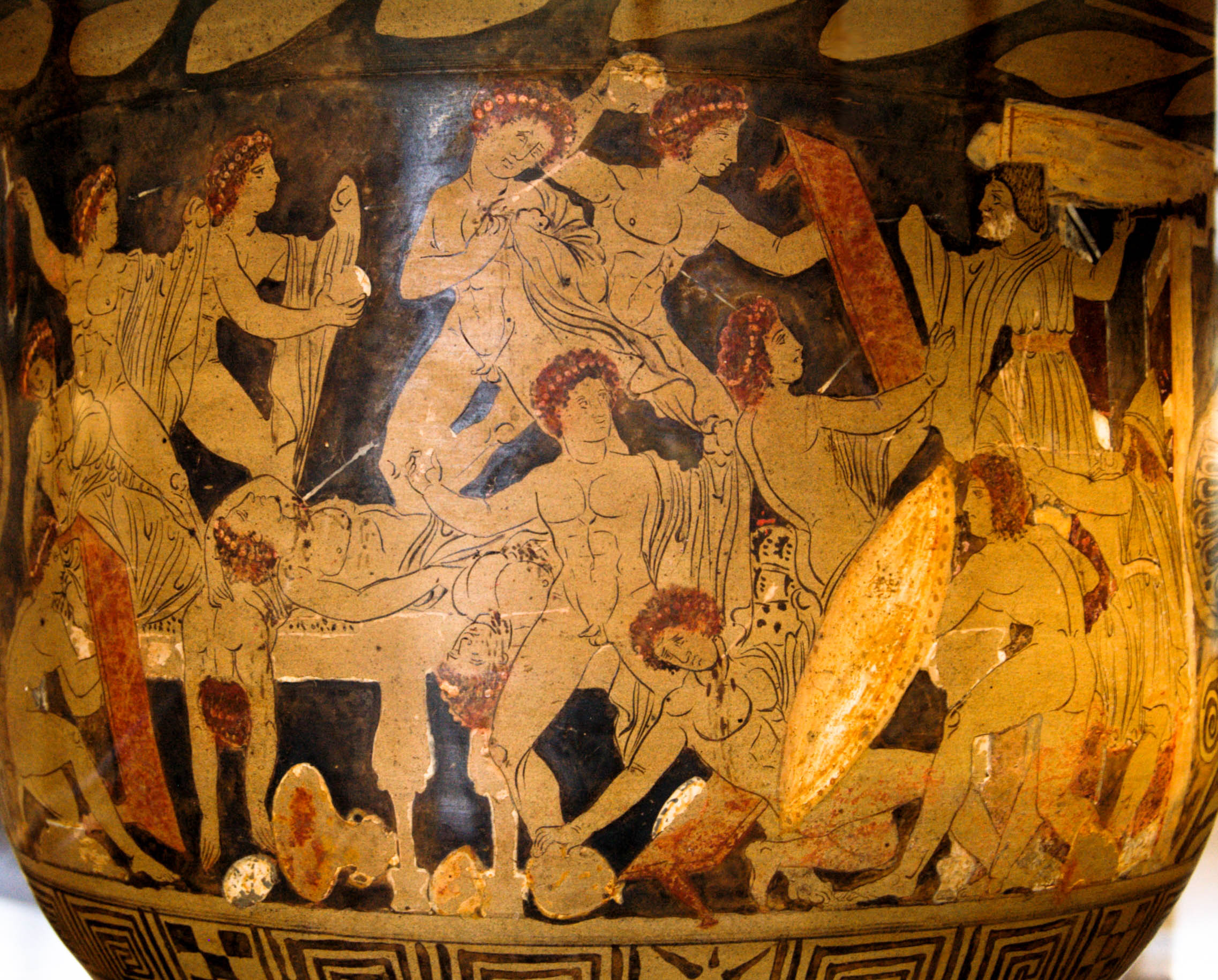
La strage dei Proci da un cratere magnogreco (Campania, forse Capua, 330 a.C. circa, conservato al Louvre

I Proci sono dei personaggi dell'Odissea, 108 giovani nobili di Itaca e delle isole e territori vicini che aspiravano al trono di Ulisse, contendendosi la mano di Penelope, sposa del re (Odisseo).
Il termine è latino (plurale tantum: prŏcĕres, procerum) ed è usato per tradurre letteralmente il termine originale μνηστῆρες mnēstḕres "pretendenti".
La narrazione di Omero, che li mostra come parassiti, dimoranti nella reggia per anni, sarebbe incomprensibile a noi contemporanei se non considerassimo la sacralità dell'ospitalità presso la civiltà greca. Perciò è rilevante lo stratagemma di Penelope, la quale, per ritardare il momento della scelta, inventa l'astuzia della tela: la moglie di Ulisse dice infatti ai Proci che ne avrebbe scelto uno solo quando avesse finito di tessere la tela stessa, ma, segretamente, di notte, la disfa ogni volta, dovendo così sempre ricominciare il lavoro da capo e ritardando così il momento della scelta.
Al ritorno, Ulisse, che si presenta sotto mentite spoglie vestendosi da mendicante, prevale sui Proci in una gara di tiro con l'arco organizzata da Penelope per scegliere definitivamente il futuro sposo, dimostrandosi difatti capace di tendere l'arco, incoccare e centrare il bersaglio. Quindi, col medesimo arco, inizia la strage dei Proci, con l'aiuto dei servitori fedeli Eumeo e Filezio, del figlio Telemaco e della dea Atena. Questi eliminano a uno a uno tutti i pretendenti e i traditori itacesi; soltanto l'aedo Femio e l'araldo Medonte, rimasti fedeli al re di Itaca, vengono risparmiati.

## I Proci citati nell'Odissea
- Agelao: figlio di Damastore. È ucciso da Ulisse.
- Anfimedonte: figlio di Melaneo. È ucciso da Telemaco. In fonti non omeriche il padre di questo pretendente avrebbe ospitato Agamennone e suo fratello Menelao quando vennero ad Itaca per convincere Ulisse ad unirsi alla spedizione contro Troia
- Anfinomo: il più bello dei Proci, principe di Dulichio. Prudente e assennato, mostra cortesia verso Ulisse travestito, che cerca di convincerlo ad abbandonare la reggia. L'avvertimento tuttavia viene ignorato e Anfinomo condivide il destino degli altri pretendenti, venendo ucciso da Telemaco.
- Antinoo: figlio di Eupite e uno dei capi dei Proci. Ordisce il complotto per uccidere Telemaco durante il suo ritorno dal continente, ed è tra quelli che istigano la lotta tra Ulisse travestito e il mendicante Iro. È la prima vittima di Ulisse.
- Ctesippo: figlio di Politerse, è uno dei Proci più arroganti e scortesi. Possessore di una grande ricchezza, si prende gioco di Ulisse travestito da mendicante tirandogli una zampa di bue come dono d'ospitalità. Ulisse la schiva e Telemaco minaccia Ctesippo che se lo avesse colpito lo avrebbe trafitto con la sua lancia. È ucciso da Filezio.
- Demoptolemo: ucciso da Ulisse.
- Elato: ucciso da Eumeo.
- Euriade: ucciso da Telemaco.
- Euridamante: ucciso da Ulisse.
- Eurimaco: uno dei capi dei Proci, è raffinato e ingannevole. Dopo che Antinoo viene ucciso, egli vigliaccamente lo accusa di tutto quello che era successo, affermando che i Proci avrebbero potuto ripagare Ulisse di ciò che gli avevano fatto, ma viene ucciso dalla seconda freccia scagliata dal re.
- Eurinomo: figlio di Egizio, non si sa da chi sia ucciso. Suo fratello Antifo aveva accompagnato Ulisse nella guerra di Troia ed era stato divorato da Polifemo.
- Leocrito: ucciso da Telemaco.
- Leode: pretendente dotato di veggenza, predice l'uccisione dei Proci, compresa la propria. Durante la strage si getta ai piedi di Ulisse implorando pietà, ma il re rimane insensibile e gli taglia la testa.
- Pisandro: uno dei Proci più ricchi, offre una collana a Penelope. È ucciso da Filezio.
- Polibo: omonimo del padre di Eurimaco. È ucciso da Eumeo.